# Escuela de toma de decisiones
Algunos autores consideran que el verdadero trabajo de la alta dirección se centra en la toma de decisiones. Estas decisiones están inmersas en una diversidad de factores que pueden influir, las decisiones son cáusticas y situacionales.
La organización es un sistema de información bien estructurado y cuya alta dirección use acceso a una información integral en todas las áreas de empresa, esto permite que se enriquezca el proceso de toma de decisiones.
El proceso para la toma de decisiones consiste en detectar lo correcto incorrecto para poder fijar un objetivo. Se debe responder a las preguntas: ¿Qué se debe hacer?, cómo y cuándo hacerlo. Es importante mencionar, que éstos estarán inmersos en otros factores de tipo mental, administrativo y político.
El que permitirá distinguir lo importante, lo trascendental y estratégico de lo que no es. Es importante que la empresa deseche aquella información secundaria, que puede ser útil para otros niveles, pero para la alta dirección está por demás.
El cómo y quién establecen la forma de elegir a quién o a quiénes involucrarán, el comprometerlos para escuchar pros y contras y lograr la coordinación.
También será importante saber el momento adecuado para tomar la decisión, es decir el cuándo. Hay que guardar con sigilo la decisión clave, porque probablemente de otra forma, se alteran los comportamientos y se afecta el resultado deseado.
La toma de decisiones es contingente. Depende de una circunstancia específico, ya que es diferente en cada ambiente.
La intuición es la clave para los negocios. La intuición es en suma el estudio y la experiencia. Se requiere de un conocimiento teórico profundo y una experiencia para poder crear de una mejor manera las variables.
La autoridad y la toma de decisiones es un binomio y un corolario. Las buenas decisiones fortalecen a la autoridad y la autoridad indecisa, actúa negativamente, ya que es el reflejo de la incapacidad de obrar y reflejar la visión clara de la situación o simplemente el temor a la responsabilidad de las consecuencias.
El oficio, es una autoridad y actúa continuamente bien y está preparado para tomar decisiones sobre la base de estudio y experiencia.
La toma de decisiones es el proceso de selección entre dos o más opciones. En torno a los niveles se toman decisiones de acuerdo con políticas y planes; y así poder establecer lo variable de acuerdo con información generada por el control.
Los pasos para la solución de un problema son: 
1. Diagnóstico del problema. Básicamente, se trata de definir el problema. Un problema es una desviación de lo normal o el grado de separación entre el y el debe ser. Una que se conoce el problema, se encuentra resuelto el 90% de este.
Para reconocer la identidad del problema, es necesario dar respuesta a las siguientes cuestiones:
a) Ubicación.¿Dónde se presenta?¿En qué parte del proceso?¿En qué tarea?¿En qué persona?¿En qué máquina?¿En qué insumo?
b) Tiempo.¿Cuándo ocurre?¿Con qué frecuencia?¿Con qué tendencia?
c) Magnitud.¿Cuán grave es?¿Con qué extensión?¿Con qué volumen o peso?¿Cuál es el daño económico?
d)¿qué norma, procedimiento, ley interna viola?
También es importante definir las causas con las siguientes cuestión: ¿por qué se genera el problema?
2. Investigación u obtención de información. La empresa debe de tener mediciones de lo acontecido y del comportamiento de sus funciones. De este modo estaremos frente a un sistema de información. La importancia destaca, ya que al generar información y un parámetro, podremos establecer datos útiles. El generar datos desde la planeación, permitirá administrar conforme a los parámetros de control.
3. Desarrollo de opciones. La solución a los problemas se logra de varios caminos, los bonos intermedios pueden ser la mejor solución. El administrador debe ser capaz de convertir los problemas en oportunidades.
4. Experimentación. El administrador por la varias opciones con planes piloto.
5. Análisis de restricciones. La decisiones administrativas están restringida y subordinadas por muchos factores internos, externos, sociales y culturales.
El administrador debe hacer uso de una mente creativa, política y ejecutiva, para ayudar al éxito del manejo de las restricciones. Debe ser capaz de encontrar soluciones congruentes con la realidad.
- Datos: Q5839329